# جون كوك (متسابق دراجات نارية)
جون كوك (بالإنجليزية: John Cook)‏ هو متسابق دراجات نارية أمريكي، ولد في 18 ديسمبر 1958 في فان نويس في الولايات المتحدة.